# 水野勝起
水野 勝起（みずの かつおき）は、江戸時代中期から後期の大名。下総国結城藩の第5代藩主。水野宗家10代。

## 生涯
延享2年（1745年）11月29日、第4代藩主・水野勝前の長男として結城で生まれる。
宝暦12年（1762年）に従五位下、下野守に叙位・任官し、宝暦13年（1763年）、勝前の隠居にともなって家督を継ぎ、日向守に遷任する。
天明3年（1783年）4月12日に江戸赤坂で死去した。享年39。跡を養嗣子の勝剛が継いだ。

## 系譜
父母
- 水野勝前（父）
- 遠藤氏 ー 側室（母）

正室、継室
- 松平忠名の娘（正室）
- 小笠原長逵の娘（継室）

子女
- 栄 ー 水野勝剛正室、生母は継室
- 鎚 ー 大岡忠移正室、生母は継室

養子
- 水野勝剛 ー 中川久貞の三男